# 롱 라이더스
《롱 라이더스》(The Long Riders)는 미국에서 제작된 월터 힐 감독의 1980년 서부 영화이다. 데이빗 캐러딘 등이 주연으로 출연하였고 팀 진네만 등이 제작에 참여하였다.

## 출연

### 주연
- 데이빗 캐러딘
- 키스 캐러딘
- 로버트 캐러딘
- 제임스 키치
- 스테이시 키치

### 조연
- 데니스 퀘이드
- 랜디 퀘이드
- 케빈 브로피
- 해리 커리 쥬니어
- 크리스토퍼 게스트
- 니콜라스 게스트
- 쉘비 리버링턴
- 펠리스 올랜디
- 파멜라 리드
- 제임스 레마
- 프랜 라이언
- 사반나 스미스 보처
- 에이미 스트라이커
- 제임스 위트모어 주니어

## 기타
- 미술: 잭 T. 콜리스
- 의상: 보비 매닉스